# Słowenia na Halowych Mistrzostwach Świata w Lekkoatletyce 2010
Reprezentacja Słowenii na halowe mistrzostwa świata 2010 liczyła 2 zawodników.
Początkowo w składzie znajdował się także sprinter – Matic Osovnikar, jednak kontuzja uniemożliwiła mu występ na tych zawodach.

## Mężczyźni
- Pchnięcie kulą
  - Miran Vodovnik

## Kobiety
- Trójskok
  - Snežana Rodić